# Odo von Montbéliard

Wappen Amadeus’ von Montfaucon

Odo von Montbéliard, auch Hugo, (auch Heude, Eudes oder Otto, * um 1205; † um 1247) war Bailli und Konstabler von Jerusalem sowie durch Ehe Fürst von Galiläa.
Odo war der einzige Sohn des Walter von Montbéliard, Regent von Zypern, und der Bourgogne von Lusignan. Sein Großvater mütterlicherseits war König Amalrich I. von Zypern. Er war mit Eschiva von Saint-Omer, der Tochter des Rudolf von Saint-Omer und der Agnes Garnier, verheiratet. Eschiva hatte beim Tod ihres Vaters 1219 dessen Ansprüche auf das Fürstentum Galiläa geerbt, das allerdings seit 1187 von den Ayyubiden besetzt war.
Um 1220 war Odo von Johann von Brienne, König von Jerusalem, zum Konstabler des Königreichs Jerusalem ernannt worden, ein Amt, das schon seit Vater innegehabt hatte. Als König Johann mit seiner jungen Tochter Isabella II., aus deren Recht er regierte, 1223 die Levante nach Italien verließ, wurde Odo von ihm zum Regenten (Bailli) des Königreich ernannt. Als die Isabella II. 1225 in Brindisi mit Kaiser Friedrich II. verheiratet wurde, beanspruchte dieser aus deren Recht die Regentschaft über das Königreich Jerusalem gegen die Position Johanns von Brienne. Odo blieb zunächst Bailli als Stellvertreter des Kaisers, bis dieser im Jahr 1227 seinen Gefolgsmann Thomas von Aquino in die Levante vorausschickte, der die Regentschaft übernahm. Doch als im Mai 1228 der Tod Königin Isabellas II. bekannt wurde, wählte der Haute Cour von Jerusalem Odo erneut zum Bailli für noch unmündigen neuen König Konrad. Kaiser Friedrich II. aber, der nun die Regentschaft im Namen seines Sohnes beanspruchte, akzeptierte diese Entscheidung nicht. Als er anlässlich seines Kreuzzuges im September 1228 in Akkon anlandete, ernannte er Balian von Sidon und Garnier l’Aleman zu seinen Baillis. Odo behielt aber sein Amt als Konstabler bei, der Kaiser bestätigt ihn darin bei seiner Abreise im April 1229.
Während des nun beginnenden Bürgerkriegs der Barone Outremers (Lombardenkrieg) unter der Führung Johanns von Ibelin, dem „alten Herrn von Beirut“, gegen die kaiserliche Herrschaft tendierte Odo zunächst zur kaiserlichen Seite und versuchte zwischen den Konfliktparteien zu vermitteln. Das Auftreten des seit 1231 amtierenden kaiserlichen Statthalters Richard Filangieri, der die Rechtsgewohnheiten der Feudalgesellschaft Outremers ebenso ignorierte wie der Kaiser zuvor, veranlasste ihn jedoch auf die Seite seiner Standesgenossen überzuwechseln. Im Mai 1242 wurde er erneut vom Haute Cour in Akkon zum Bailli gewählt, in Konkurrenz zu den kaiserlichen Statthaltern in Tyrus, Richard Filangieri und Thomas von Aquino. Ein Jahr später, im Juli 1243, fiel Tyrus in die Hand der Barone, womit die kaiserliche Herrschaft endete. Der Haute Cour wählte nun Alice von Champagne zur neuen Regentin.
1239 schloss Odo sich dem Heer des Kreuzzugs der Barone an. Es kam bald zu Spannungen zwischen den einheimischen Baronen (darunter Odo) und dem Oberbefehlshaber des Kreuzzugs Theobald. Im weiteren Verlauf des Kreuzzuges gelang aber eine dipolamtische Einigung mit dem Sultan as-Salih Ismail von Damaskus, der dem Königreich Jerusalem unter anderem das von ihm besetzte Galiläa abtrat, das Odo und seine Gattin nun zurückerhielten.
Odos Hauptstadt von Galiläa, Tiberias, wurde 1244 von durchziehenden choresmischen Freischärlern geplündert, woraufhin Odo die schwer beschädigte Zitadelle von Tiberias neubauen ließ. Am 17. Juni 1247 wurde Tiberias einschließlich der Zitadelle vom Heer des Ayyubiden-Sultans von Kairo, as-Salih Ayyub, erobert und der größte Teil Galiläas war endgültig verloren.
Mit Eschiva hatte er drei Töchter:
- Maria ⚭ I) Hugo von Ibelin († 1254/55), Sohn des Balian von Ibelin, Herr von Beirut, ⚭ II) Jakob von Ibelin († 1276), Graf von Jaffa.
- Johanna († jung)
- Simone ⚭ Philipp von Ibelin, Konstabler von Zypern, Sohn des Balduin von Ibelin († 1267), Seneschall von Zypern.